# Monnikssaki
De monnikssaki (Pithecia monachus) is een zoogdier uit de familie van de sakiachtigen (Pitheciidae). De wetenschappelijke naam van de soort werd voor het eerst geldig gepubliceerd door Étienne Geoffroy Saint-Hilaire in 1812.

## Kenmerken
De monnikssaki heeft een bossige staart, een brede neus met een witte streep aan beide zijden, sluik haar dat van flanken, rug en nek omlaag hangt. Ook rondom het gezicht bevindt zich lang haar, waardoor het lijkt, alsof het dier een monnikskap opheeft. Hij wordt 37 tot 48 cm lang en 1,5 tot 3 kg zwaar, ongeveer gelijk aan een konijn. De staart wordt 40 tot 50 cm lang.

## Leefwijze
De monnikssaki leeft in hechte groepen van drie tot vier dieren, die veel tijd aan elkaar besteden met vlooien. De monnikssaki is, in vergelijking met de meeste andere apen van de Nieuwe Wereld, een schuwe, rustige primaat. Ze leven hoog in de bomen en maken zelden geluid. Soms laten ze bij gevaar een alarmkreet horen, maar meestal laten ze dan enkel hun tanden zien. Hun voedsel bestaat uit vruchten en zaden.

## Verspreiding
Deze soort komt voor in de tropische wouden van noordelijk en westelijk Zuid-Amerika.